# Donald L.J. Quicke
Donald L.J. Quicke, är en thailändsk entomolog och mikrobiolog verksam vid Chulalongkornuniversitetet.
Auktorsnamnet Quicke kan användas för Donald L.J. Quicke i samband med ett vetenskapligt namn inom zoologin; se Wikipedia-artiklar som länkar till auktorsnamnet.